# Dioclophara viridula
Dioclophara viridula är en insektsart som beskrevs av Leon Fairmaire. Dioclophara viridula ingår i släktet Dioclophara och familjen hornstritar. Inga underarter finns listade i Catalogue of Life.